# Двоен сензорен екран
Двоен сензорен екран е компютърен или телефонен екран, който е удвоен за дадено устройство още на ниво производител (ползването на лично добавен допълнителен екран няма същия смисъл), в случая и двата екрана са сензорни (отговарят на допир и натиск), като в някои случаи и двата могат да показват десктоп-програми, а понякога единият сензорен екран играе ролята само на сензорна (виртуална) клавиатура, изобравявайки клавиатурата на екрана (това е по-често използваната конфигурация) .
Двойният екран се различава от разделения екран, който е резултат от разделянето на изображенията на един екран на два или повече сегмента софтуерно и е фабрично добавен, за разлика от случаите, в които имаме втори екран, който е потребителски добавен екран към стандартна хардуерна конфигурация.